# Gilsbachtal
Koordinaten: 50° 45′ 50″ N, 8° 4′ 24″ O
Das Naturschutzgebiet Gilsbachtal liegt auf dem Gebiet der Gemeinde Burbach (Siegerland) im Kreis Siegen-Wittgenstein in Nordrhein-Westfalen.
Das Gebiet erstreckt sich nördlich des Kernortes Burbach zwischen dem westlich gelegenen Burbacher Ortsteil Wahlbach und dem Burbacher Ortsteil Gilsbach im Osten. Am südlichen Rand des Gebietes und durch den südöstlichen Teil verläuft die Kreisstraße K 12, am südöstlichen Rand verläuft die Landesstraße L 723 und westlich die L 531. Durch das Gebiet fließt der Gilsbach. Nordwestlich erstreckt sich das 10,8 ha große Naturschutzgebiet (NSG) Südliche Hellertalaue und nordöstlich das 9,6 ha große NSG Gellerswiese und Bruch.

## Bedeutung
Das etwa 60,1 ha große Gebiet wurde im Jahr 2002 unter der Schlüsselnummer SI-043 unter Naturschutz gestellt. Schutzziele sind
- die Erhaltung und Wiederherstellung von Wiesenknopf-Silgenwiesen, Glatthaferwiesen, Nass- und Feuchtwiesen in Form von Waldbinsensumpf, Bachröhrichten in Form Rohrglanzgras-Röhricht und Hochstaudenfluren in Form von Mädesüßfluren und
- die Erhaltung und Wiederherstellung der Vorkommen von Schwarzblauem Ameisenbläuling[2], Groppe, Braunkehlchen, Wiesenpieper, Bekassine, Rotmilan und Neuntöter als Arten von gemeinschaftlichem Interesse nach der FFH- oder Vogelschutzrichtlinie.[3]